# 18-та панцергренадерська дивізія (Третій Рейх)
18-та панцергренадерська дивізія (Третій Рейх) (нім. 18. Panzergrenadier-Division) — панцергренадерська дивізія вермахту часів Другої світової війни.

## Історія
18-та панцергренадерська дивізія сформована у червні 1943 року шляхом переформування 18-ї моторизованої дивізії, яка вела оборонні бої проти радянських військ на північному фланзі німецько-радянського фронту в районі озера Ільмень.
До її складу включили 118-й танковий батальйон, що мав на озброєнні 42 штурмових гармати StuG III. До літа 1944 року позиційні бої в районі Єльні, Невеля, Орші. У липні 1944 року входила до складу групи армій «Центр» в Білорусі, яка була практично повністю знищена в боях радянськими військами. Дивізія зазнала нищівних втрат у битві під Бобруйськом, рештки її були відведені до Сілезії, де протягом серпня-листопада 1944 року проводилися заходи відновлення боєздатності з'єднання.
Восени 1944 року 18-ту панцергренадерську дивізію відновили зі збереженням колишньої нумерації всіх частин і підрозділів, після чого знову повернули на німецько-радянський фронт.
У січні 1945 року вона входила до складу групи армій «Центр», що билася в Східній Пруссії. Вела бої на млавському напрямку, брала участь в проведенні контрудару в районі міста Лібштадт із метою відновлення сухопутного зв'язку Східної Пруссії з іншою частиною Німеччини. До середини лютого 1945 року дивізія була вдруге практично повністю розгромлена в боях і залишки евакуйовані морем для відновлення і поповнення.
Для відновлення дивізії використані особовий склад і техніка танкових дивізій «Гольштейн» і «Сілезія». При цьому дивізія отримала додатково 118-й змішаний танковий полк (нім. gemischtes Panzer-Regiment 118) у складі танкового і танково-гренадерського батальйонів, сформований на базі 118-го танкового батальйону і окремих підрозділів танкових дивізій «Гольштейн» і «Сілезія». Після відновлення дивізія була включена до складу 3-ї танкової армії групи армій «Вісла».
У квітні 1945 року після початку радянського наступу на Берлін, дивізія була перекинута до міста і вела бої на його підступах на околицях німецької столиці. 2 травня 1945 року залишки дивізії здалися радянським військам.

## Командування

### Командири
- Генерал-лейтенант Вернер фон Ердманнсдорфф (нім. Werner von Erdmannsdorff) (23 червня — 9 серпня 1943)
- Генерал-лейтенант Курт Цутаферн (нім. Karl Zutavern) (9 серпня 1943 — 14 квітня 1944)
- Генерал-лейтенант Курт Ян (нім. Curt Jahn) (14 квітня — 24 травня 1944)
- Генерал-лейтенант Курт Цутаферн (24 травня — 10 вересня 1944)
- Генерал-лейтенант, доктор Ганс Бельзен (нім. Hans Bölsen) (10 вересня 1944 — 1 січня 1945)
- Генерал-майор, доктор Йозеф Раух (нім. Josef Rauch) (1 січня — 8 травня 1945)

### Підпорядкованість
| Час              | Корпус     | Армія      | Група армій (округ)  | Штаб               |
| ---------------- | ---------- | ---------- | -------------------- | ------------------ |
| Перше формування |            |            |                      |                    |
| 1943             |            |            |                      |                    |
| 23 червня        | формування | формування | Група армій «Північ» | Ільмень            |
| 23 липня         | —          | 3-тя ТА    | Група армій «Центр»  | Єльня              |
| 31 липня         | —          | 4-та армія | Група армій «Центр»  | Єльня              |
| 8 серпня         | 39-й тк    | 4-та армія | Група армій «Центр»  | Єльня              |
| 27 вересня       | 27-й ак    | 4-та армія | Група армій «Центр»  | Єльня              |
| 7 грудня         | 39-й тк    | 4-та армія | Група армій «Центр»  | Невель, Орша       |
| 1944             |            |            |                      |                    |
| січень           | 27-й ак    | 4-та армія | Група армій «Центр»  | Орша               |
| лютий            | 12-й ак    | 4-та армія | Група армій «Центр»  | Орша               |
| липень           |            |            | Група армій «Центр»  | Березино           |
| Друге формування |            |            |                      |                    |
| вересень         |            |            |                      | Сілезія            |
| листопад         | резерв     |            | ОКГ                  | Сілезія            |
| грудень          | —          | 4-та армія | Група армій «Центр»  | Східна Пруссія     |
| 1945             |            |            |                      |                    |
| січень           | —          | 4-та армія | Група армій «Центр»  | Східна Пруссія     |
| лютий            | 6-й ак     | 4-та армія | Група армій «Північ» | Східна Пруссія     |
| Третє формування |            |            |                      |                    |
| квітень          |            |            | Група армій «Вісла»  | Північна Німеччина |

### Склад
| 1943                                               | 1944 (I)                      | 1944 (II)                     | 1945                          |
| -------------------------------------------------- | ----------------------------- | ----------------------------- | ----------------------------- |
| 30-й гренадерський полк                            | 30-й панцергренадерський полк | 30-й панцергренадерський полк | 30-й панцергренадерський полк |
| 51-й гренадерський полк                            | —                             | 51-й панцергренадерський полк | 51-й панцергренадерський полк |
| 118-й танковий розвідувальний батальйон            |                               |                               |                               |
| 118-й танковий батальйон                           | 118-й танковий батальйон      | 118-й танковий батальйон      | 118-й змішаний танковий полк  |
| 18-й артилерійський полк                           | —                             | 18-й артилерійський полк      | 18-й артилерійський полк      |
| 18-й протитанковий дивізіон                        |                               |                               |                               |
|                                                    |                               | 300-й зенітний дивізіон       | —                             |
| 18-й інженерний батальйон                          |                               |                               |                               |
| 18-й панцергренадерський дивізійний зв'язку        |                               |                               |                               |
| Допоміжні частини 18-ї панцергренадерської дивізії |                               |                               |                               |
| 18-й навчально-польовий батальйон                  |                               |                               |                               |

## Нагороджені дивізії
Нагороджені дивізії
Нагороджені Сертифікатом Пошани Головнокомандувача Сухопутних військ для військових формувань Вермахту за збитий літак противника
- 29 листопада 1941 — 2-й батальйон 51-го моторизованого полку за дії 8 вересня 1941 (32)
- 29 листопада 1941 — штабна рота 51-го моторизованого полку за дії 8 вересня 1941 (33)
- 16 травня 1942 — 9-та рота 51-го моторизованого полку за дії 8 вересня 1941 (67)
- 16 травня 1942 — 15-та рота 30-го моторизованого полку за дії 20 вересня 1941 (68)
- 16 травня 1942 — 1-й батальйон 30-го моторизованого полку за дії 14 лютого 1942 (106)
- 28 листопада 1942 — 10-та рота 30-го моторизованого полку за дії 1 червня 1942 (261)

|  | Кавалери Нагрудного знаку ближнього бою в золоті                                                           | 2                                 |
|  | Кавалери Золотого Німецького Хреста                                                                        | 92                                |
|  | Кавалери Лицарського хреста Залізного хреста                                                               | 27 (у тому числі — 1 неофіційний) |
|  | Кавалери Почесної відзнаки Сухопутних військ «Почесна застібка на орденську стрічку для Сухопутних військ» | 31                                |

- Нагороджені Сертифікатом Пошани Головнокомандувача Сухопутних військ (9)
- Нагороджені Сертифікатом Пошани Головнокомандувача Сухопутних військ за збитий літак противника (2)